# Kuzey Güney
Kuzey Güney ist eine türkische Dramaserie, die seit dem 7. September 2011 vom Privatsender Kanal D ausgestrahlt wird. Die Serie basiert lose auf Irwin Shaws Roman Rich man, Poor man (deutscher Titel: Aller Reichtum dieser Welt) von 1982 und Orhan Pamuks Roman Herr Cevdet und seine Söhne. Der Serienname leitet sich von den Vornamen der beiden Brüder Kuzey (Kıvanç Tatlıtuğ) und Güney (Buğra Gülsoy) ab und ist gleichzeitig eine Metapher für die Gegensätzlichkeit der beiden. Kuzey und Güney sind die türkischen Begriffe für Norden bzw. Süden.

## Handlung
Kuzey ist der jüngere zweier Brüder; er ist rebellisch, voller Prinzipien, furchtlos und hat dennoch ein großes Herz. Gegen jegliche Art von Ungerechtigkeit wehrt er sich mit seinen Fäusten und bringt sich so in Schwierigkeiten.
Güney ist Kuzeys älterer Bruder und dessen Gegenpol: Er ist ruhig, geduldig, handelt nie, ohne über Konsequenzen nachzudenken und ist ein sehr ambitionierter, intelligenter junger Mann.
Die einzige Gemeinsamkeit, die die beiden Brüder miteinander teilen, ist ihre Liebe für Cemre.
Als Kuzey eines Tages Cemre seine Liebe gestehen will, erfährt er, dass sie mit Güney zusammen ist. Als er sich daraufhin betrinkt und sein Bruder Güney ihn abholen muss, geraten sie während der Rückfahrt in einen Unfall, bei dem ein junger Mann angefahren wird und stirbt. Da Güney am darauffolgenden Tag eine alles entscheidende Universitätsprüfung hat und Kuzey sich selbst als schuldig sieht, sagt er der Polizei, dass er das Auto gefahren habe und geht für vier Jahre ins Gefängnis. Die Serie beginnt, nachdem Kuzey aus dem Gefängnis entlassen wurde.

## Charaktere
| Schauspieler/in    | Rolle            | Charakter |
| ------------------ | ---------------- | --- |
| Kıvanç Tatlıtuğ    | Kuzey Tekinoğlu  | Kuzey wächst als zweites Kind im Schatten seines Bruders und der Gewalttätigkeit seines Vaters auf. Eines Tages zieht Cemre mit ihrer Mutter in die Nachbarschaft. Er verliebt sich in Cemre und als er ihr seine Liebe gestehen will, erfährt er schmerzhaft, dass Cemre mit seinem Bruder Güney zusammen ist.                                                             |
| Buğra Gülsoy       | Güney Tekinoğlu  | Güney ist der älteste Sohn der Familie. Er ist sehr ehrgeizig und ambitioniert. Seit der Schulzeit ist mit Cemre liiert und will sie heiraten bis seine Ambitionen ihn in die Arme von Banu treiben. |
| Öykü Karayel       | Cemre Çayak      | Cemre zieht mit ihrer alleinstehenden Mutter Gülten in die Nachbarschaft. Ihre Mutter besitzt einen Friseurladen und möchte ihrer Tochter alle Wege offenhalten, voller Ehrgeiz aufzusteigen und Erfolg zu haben, entscheidet Cemre sich bewusst für Güney. Güney trennt sich von Cemre. Cemre wird mit der Zeit bewusst, dass sie immer mehr Gefühle für Kuzey entwickelt. |
| Bade İşcil         | Banu Sinaner     | Banu ist die Tochter des wohlhabenden, erfolgreichen Geschäftsmannes Atilla Sinaner, bei dem sie seit der Scheidung ihrer Eltern lebt. Sie besucht mit Güney dieselbe Universität. Sie ist in Güney verliebt und versucht alles, um ihn und Cemre auseinanderzubringen. Sie schafft es, dass Güney und Cemre sich trennen, und kommt dann mit ihm zusammen.                 |
| Zerrin Tekindor    | Gülten Çayak     | Gülten ist Cemres alleinstehende Mutter. Cemre stammt aus einer Beziehung Gültens zu einem verheirateten Mann. |
| Rıza Kocaoğlu      | Ali Güntan       | Ali ist Kuzeys bester Freund. Ali und Kuzey stehen sich sehr nahe und unterstützen sich gegenseitig. |
| Mustafa Avkıran    | Sami Tekinoğlu   | Sami ist Kuzeys und Güneys Vater und Besitzer eines Backwarengeschäfts. Er ist ein sehr strenger, konservativer und rational denkender Mann, dem es schwerfällt, seiner Ehefrau und seinen Kindern offen Liebe zu zeigen. |
| Semra Dinçer       | Handan Tekinoğlu | Die Mutter von Kuzey und Güney heiratet entgegen dem Rat ihrer Familie aus Liebe Sami Tekinoglu. Nach mehreren unbefriedigenden Ehejahren trifft sie den Entschluss, Sami zu verlassen. |
| Ünal Silver        | Atilla Sinaner   | Atilla ist Banus Vater und Bariş’s Stiefvater und ein erfolgreicher, angesehener Geschäftsmann. Atilla ist von Güney begeistert und unterstützt ihn, wo er kann. Er sieht Güney wie einen zweiten Sohn. |
| Çağdaş Onur Öztürk | Barış Hakmen     | Barış ist Atillas Stiefsohn und Banus älterer Bruder. Er stammt aus der ersten Ehe seiner Mutter, wurde jedoch durch Atilla großgezogen. In Güney sieht er seinen Konkurrenten, der ihm Einfluss in der Firma seines Stiefvaters entreißen könnte. Er ist mit Venüs verlobt.                                                                                                |